# 가미하라촌 (나가노현)
가미하라촌(일본어: 神原村)은 일본 나가노현 시모이나군에 있던 촌이다. 현재의 덴류촌에 해당한다.

## 역사
- 1875년 2월 18일 - 지쿠마현 이나군 가미하라촌이 성립하였다.
- 1876년 8월 21일 - 나가노현에 소속되었다.
- 1879년 1월 4일 - 군구정촌편제법 시행에 의해 시모이나군에 소속되었다.
- 1889년 4월 1일 - 정촌제 시행에 의해 가미하라촌이 단독으로 자치체를 형성하였다.
- 1956년 9월 30일 - 히라오카촌과 합병해 덴류촌이 성립하여, 동일 가미하라촌은 폐지되었다.

## 참고문헌
- 가도카와 일본 지명 대사전 20 長野県
- 近藤廉治『開放病棟―精神科医の苦闘―』合同出版、1975年